# Moitessieriidae
Moitessieriidae é uma família de pequenos gastrópodes de água doce, da superfamília Rissooidea.
De acordo com a taxonomia dos gastrópodes por Bouchet e Rocroi (2005) a família Moitessieriidae não possui subfamílias.
Existem 55 espécies nesta família na região do Paleártico.

## Géneros
Os géneros na família Moitessieriidae incluem:
- Moitessieria Bourguignat, 1863 - género-tipo
- Paladilhia Bourguignat, 1865
- Spiralix Boeters, 1972[3][4]